# Posi Damp Fork
PDF, Posi Damp Fork, is een voorvork met anti-duiksysteem van Suzuki motorfietsen.
Het is een voorvork waarvan de veervoorspanning zowel als de demping in vier standen instelbaar zijn. Het systeem heeft tevens een anti-duik-werking. PDF was het antwoord van Suzuki op AVDS van Kawasaki. Het werd voor het eerst in 1984 toegepast op de Suzuki GSX 1100 EF. PDF werd later doorontwikkeld tot NEAS. 